# Осеково (Хорватія)
Осеково (хорв. Osekovo) — населений пункт у Хорватії, у Сисацько-Мославинській жупанії у складі громади Поповача.

## Населення
Населення за даними перепису 2011 року становило 853 осіб.
Динаміка чисельності населення поселення:

## Клімат
Середня річна температура становить 11,25 °C, середня максимальна – 25,82 °C, а середня мінімальна – -5,62 °C. Середня річна кількість опадів – 894 мм.
| Клімат поселення                              | Клімат поселення | Клімат поселення | Клімат поселення | Клімат поселення | Клімат поселення | Клімат поселення | Клімат поселення | Клімат поселення | Клімат поселення | Клімат поселення | Клімат поселення | Клімат поселення | Клімат поселення |
| Показник                                      | Січ.             | Лют.             | Бер.             | Квіт.            | Трав.            | Черв.            | Лип.             | Серп.            | Вер.             | Жовт.            | Лист.            | Груд.            |                  |
| Середній максимум, °C                         | 6,68             | 8,80             | 13,08            | 17,63            | 22,83            | 25,82            | 24,94            | 24,22            | 20,40            | 15,30            | 9,69             | 5,67             |                  |
| Середня температура, °C                       | 0,54             | 2,65             | 6,92             | 11,49            | 16,68            | 19,68            | 21,08            | 20,36            | 16,55            | 11,46            | 5,83             | 1,83             |                  |
| Середній мінімум, °C                          | −5,62            | −3,53            | 0,77             | 5,34             | 10,52            | 13,54            | 17,24            | 16,51            | 12,68            | 7,60             | 1,97             | −2,03            |                  |
| Норма опадів, мм                              | 54               | 52               | 60               | 73               | 81               | 91               | 81               | 83               | 79               | 83               | 88               | 69               |                  |
| Середньомісячна швидкість вітру, м/с          | 1.82             | 2.06             | 2.46             | 2.30             | 2.10             | 1.96             | 1.90             | 1.74             | 1.76             | 1.80             | 1.86             | 1.88             |                  |
| Середньомісячна сонячна радіація, кДж/м²·день | 4236             | 7003             | 10752            | 15199            | 19414            | 21606            | 22485            | 19709            | 14557            | 8941             | 4722             | 3447             |                  |
| --------------------------------------------- | ---------------- | ---------------- | ---------------- | ---------------- | ---------------- | ---------------- | ---------------- | ---------------- | ---------------- | ---------------- | ---------------- | ---------------- | ---------------- |
| Джерело:                                      |                  |                  |                  |                  |                  |                  |                  |                  |                  |                  |                  |                  |                  |